# В.И.П.
„В.И.П.“ (на английски: V.I.P.) е американски сериал, екшън комедия, с участието на Памела Андерсън. Създаден от Дж Ф. Лоутън, сериалът продължава четири сезона от 1998 до 2002 г.

## Сюжет
Памела Андерсън влиза в ролята на Валъри Айрънс, която се запознава с известната холивудска звезда Брад Клиф и се озовава на премиерата на новия му филм. Но когато негов болен фен се опитва да го убие, Валъри се представя за негов телохранител и успява да спаси живота на Брад Клиф. Така без да иска, Валъри става ръководител на най-известната компания за телохранители „В.И.П.“. Тя е наета от агенцията за бодигардове като представително лице, докато останалите професионалисти работят по случаите. Останалата част от екипа са хора с разнообразно минало: бивш член на КГБ, ЦРУ, ФБР, компютърен експерт, бивш адвокат, бивш уличен боксьор и майстор на бойните изкуства.

## „В.И.П.“ В България
В България сериалът първоначално се излъчва по Канал 1 с български дублаж.
На 7 януари 2008 г. до 13 юни 2009 г. започва и по AXN Crime с български субтитри.
На 24 август 2012 г. прави повторно излъчване по bTV Cinema с втори български дублаж. Ролите озвучават Таня Димитрова, Елена Русалиева, Ивайло Велчев в първи и втори сезон, Росен Плосков в трети и четвърти и Илиян Пенев.
На 12 юни 2017 г. прави повторно по Diema с трети дублаж, всеки делник от 15:00 ч. Втори сезон е излъчен на 12 юли. Ролите се озвучават от Ани Василева, Силвия Русинова, Нина Гавазова, Силви Стоицов, Николай Николов и Христо Узунов.